# 病原体

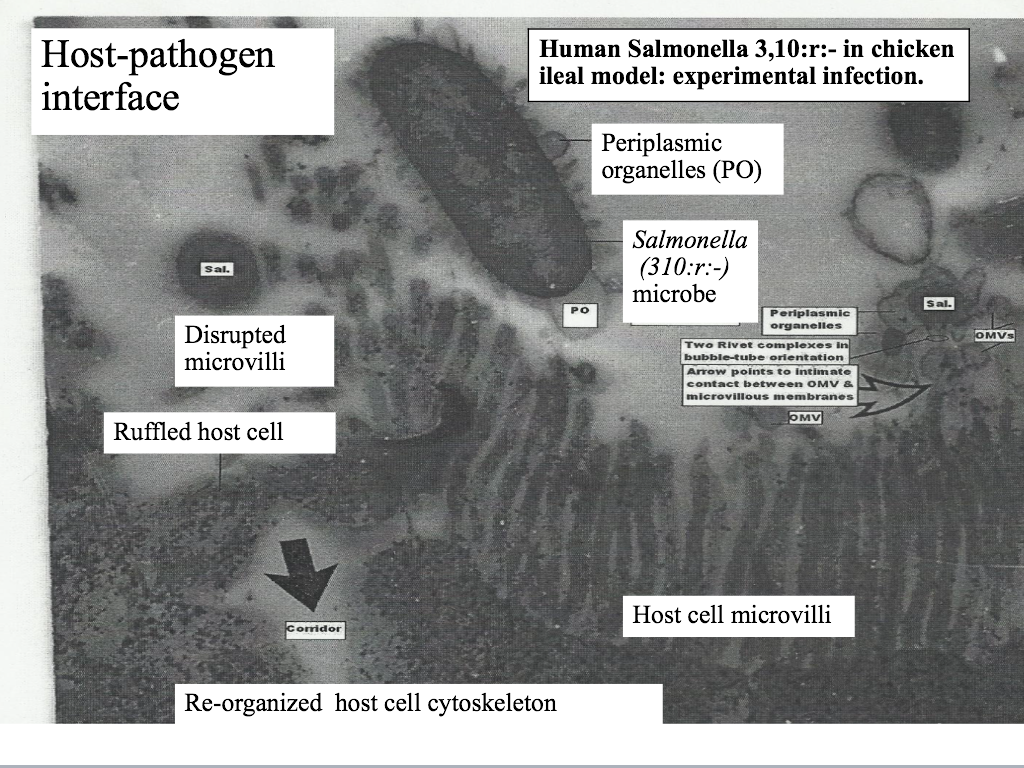
宿主病原界面（host-pathogen interface）：鸡的回肠（宿主）实验性感染人类沙门菌（病原）后18小时透射电镜显微图。

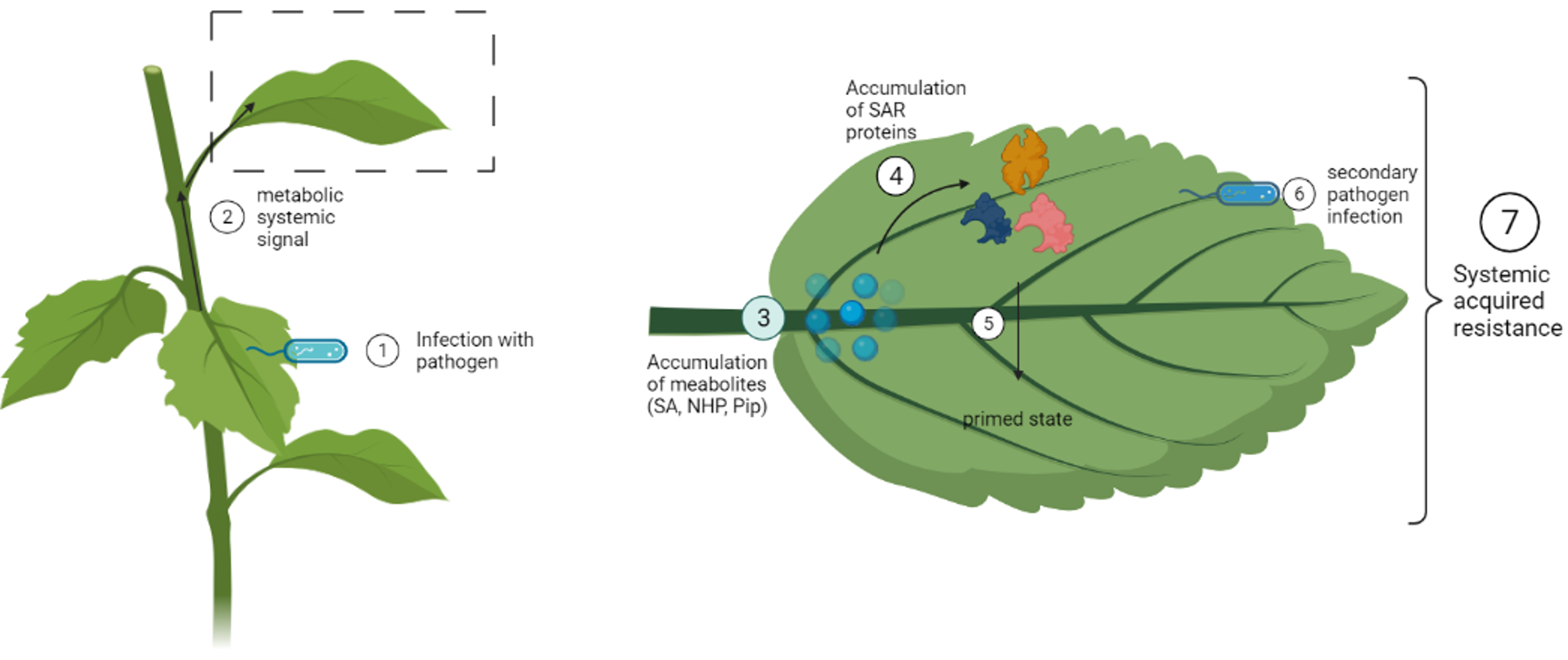
系统性反应（systemic response）是植物受病原侵染后，能从感染部位蔓延至全株的反应。此反应利用生物、物理、化学因子，诱导植物系统获得抗性，此抗性称作系统获得抗性（systemic acquired resistance，SAR）。当另一病原再次感染此植物时，免疫系统能更快地做出反应。

病原體簡稱病原，又稱致病原、傳染原、感染原（infectious agent），是能引起宿主（人、动、植物）疾病的各类微生物及類生物的通称。在生物學中，從最古老和最廣泛的意義上說，就是任何可以產生疾病的事物。致病力（pathogenicity）是病原体感染人体引发疾病的能力，包括病原体的毒力、侵袭力和毒素。
通常，病原體一詞用於描述「傳染性」的微生物或媒介，例如：病毒、類病毒、朊毒體、細菌（病原菌）、真菌、原生動物等微生物或微小类生物，以及微生物重组体（包括杂交体或突变体）；然而一些非微生物的微小動物，例如線蟲、蠕虫、昆蟲或其幼蟲，雖可引起或傳播疾病，卻習慣稱為寄生蟲。非生物類別的致病因子不稱為病原體，例如重金屬、各種生物毒素及環境毒素、霾害、汙染等等。在微觀生物的科學研究中，包括微觀致病生物在內的疾病被稱為微生物學，而可能包括這些病原體的疾病的研究被稱為病理學。寄生蟲學同時是對寄生蟲及其寄主生物的科學研究。
病原體可以通過幾種途徑侵入宿主。主要途徑具有不同的事件發生時間框架，但土壤具有最長或最持久的潛在病原體潛藏能力。儘管並非所有疾病都是由病原體引起的，但由傳染病引起的人類疾病被稱為病原性疾病。儘管並非所有疾病都是病原體引起的，一些疾病，例如亨丁頓舞蹈症，是由異常基因的遺傳引起的。
病原體一詞早在1880年代便開始使用，其源自於希臘語 πάθος, pathos 「痛苦」、「熱情」與 -γενής, -genēs 「生產者」。
歷史上首位確定病原體存在的人，是1840年代的匈牙利產科醫生塞麥爾維斯。他發現醫院內由產科護士負責接生的貧窮產婦，她們的死亡率比由医生負責接生的產婦高了幾倍。他從觀察中認定兩者死亡率的差別，與環境的清潔有關係。

## 致病性
致病性是病原體潛藏的致病能力。致病性在意義上跟病毒性相關，但是一些權威人士經已將其定性為一個名詞，而後者是定量的。透過這標準，可以說是某生物在特定情況下是致病性的或非致病性的，而非比較其他的「更具致病性」。這樣的比較是根據相對的毒性來描述的。致病性也不同於病毒的傳播性，用以量化感染的風險。
病原體可以根據其產生毒素的能力來描述其進入組織、據為己用、劫持營養素，和擁有免疫抑制宿主的能力。
當被確定為某種病因時，通常說該種細菌都是致病的（參見柯霍氏法則）。然而，現代觀點認為致病性是取決於整個微生物的生態系統。細菌可能參與在免疫功能低下的宿主的機會性感染，透過質粒感染獲得毒性因子，從而轉移到宿主體內的其他部位，或對其他細菌總數的變化作出反應。例如，帶有耶爾辛氏菌屬的小鼠擁有淋巴結感染可能透過「免疫疤痕」的機制來為乳桿菌屬繼續感染這些部位清掃道路。

## 毒性
儘管宿主的身體非常虛弱（病原體導致宿主的健康受損的趨勢），當其毒性可以從患病的宿主中傳播時，病原體可以從患病的宿主於傳播時發生進化。相同物種的宿主之間發生水平傳播（Horizontal transmission），與垂直傳播（Vertical transmission）相反，它們傾向於透過把病原體的進化成功與宿主生物的進化成功聯繫起來而發展共生（經過一段時間的高發病率和高死亡率後）。
進化醫學（Evolutionary medicine）發現，在水平傳播下，宿主種群可能永遠不會對病原體產生耐受性。

## 傳播
病原體的傳播透過許多不同的途徑發生，包括空氣傳播、直接或間接接觸、性接觸、通過血液及母乳或其他體液，及通過糞口路徑。

## 病原體的種類

### 朊毒體
朊毒體是錯誤折疊的蛋白質，可以將其錯誤折疊的狀態轉移到其他相同類型的正常折疊的蛋白質上。它們不含任何DNA或RNA，並且除了將已經存在的正常蛋白質轉化為錯誤折疊狀態外，無法複製。這些異常折疊的蛋白質在某些疾病中具有典型特徵，例如羊搔癢症、牛腦海綿狀病變（瘋牛症）和克雅二氏病。

### 病毒性
病毒是微小顆粒的，通常長度在20至300納米之間，包含著病毒的RNA或DNA。病毒需要宿主的細胞才能複製。由病毒病原體引起的某些疾病包括天花、流行性感冒、流行性腮腺炎、麻疹、水痘、伊波拉出血熱、人類免疫缺乏病毒和風疹、嚴重急性呼吸系統綜合症冠狀病毒(SARS-CoV)、中東呼吸綜合症冠狀病毒(MERS-CoV)、2019新型冠狀病毒(2019-nCoV)等。
致病病毒主要來自以下家族：冠狀病毒、腺病毒、微小核糖核酸病毒科、皰疹病毒科、肝病毒科、黃病毒科、逆轉錄病毒、正黏液病毒科、副黏液病毒科、乳頭多瘤空泡病毒、多瘤病毒科、炮彈病毒科和披膜病毒科。愛滋病毒（HIV）是逆轉錄病毒科的重要成員，該病在2018年影響著全球中的3,790萬人。

### 細菌性
絕大多數細菌的長度在0.15至700μM之間，對人類有益或無害。然而，相對數量較少的致病菌會引起傳染病。致病細菌可以通過多種方式引起疾病。它們可以對宿主的細胞作直接影響，產生內毒素（endotoxins）來破壞宿主的細胞，或引起足夠強的免疫反應導致宿主的細胞被破壞。
細菌性疾病之一的肺結核是疾病負擔最大的一種，它由結核分枝桿菌（Mycobacterium tuberculosis）引起，在2013年造成150萬人死亡，主要在撒哈拉以南的非洲地區。致病細菌導致其他全球性重大疾病，例如由鏈球菌屬及假單胞菌屬細菌引起的肺炎，而引致食物中毒的細菌例如志賀氏菌屬、彎曲菌屬及沙門氏菌屬。致病細菌還引起感染，如破傷風、傷寒、白喉、梅毒和痲瘋。

### 真菌類
真菌是可以充當病原體的真核生物。現存約有300種已知對人類有致病性的真菌，包括最常見導致鵝口瘡的白色念珠菌，以及可能導致嚴重腦膜炎的新型隱球菌。典型的真菌孢子大小為<4.7μm，但有些孢子可能會更大。

### 藻類
藻類是單細胞植物，儘管確實存在致病性變種，但通常沒有致病性。原藻病（Protothecosis）是一種在犬隻、貓隻、牛和人類體內發現的疾病，那是由一種缺乏葉綠素的綠藻（稱為原生藻）引起的。

### 其他寄生蟲
一些真核生物，包括許多原生動物和蠕蟲，都是人類的寄生蟲。

## 病原體的宿主

### 細菌
儘管細菌本身可以是病原體，但它也可以被病原體感染。噬菌體是一種病毒，也是一種抗菌素，它們感染細菌通常會導致被感染的細菌死亡。常見的噬菌體包括T7抗菌素和Λ。有些噬菌體可以感染各種細菌，包括革蘭氏陰性菌及革蘭氏陽性菌。甚至感染其他物種（包括人類）的病原細菌也可能受到噬菌體的感染。

### 植物
植物可以充當多種病原體的宿主，包括病毒，細菌，真菌，線蟲，甚至其他植物。值得注意的植物病毒包括木瓜環斑病毒，它們對夏威夷及東南亞的農民造成了數百萬美元的損失，而煙草花葉病毒則在1898年使科學家馬丁努斯·威廉·拜耶林克創造了「病毒」一詞。細菌性植物病理學也是一個嚴重的問題，導致許多植物物種中出現葉斑，枯萎和腐爛的情況。植物中最常見的兩種細菌病原體是丁香假單胞菌和青枯雷爾氏菌，它們會導致葉片褐變，以及在馬鈴薯、蕃茄及香蕉的其他問題。
真菌亦是植物的另一種主要病原體類型。它們會引起各種各樣的問題，例如植株較矮小、在樹幹、根部或腐爛的種子生長或凹陷，和出現葉斑。常見和嚴重的植物真菌包括稻熱病菌、荷蘭榆樹病及栗子疫病。據估計，僅致病真菌會導致農作物減少產量多達65％。總體而言，植物體內具有多種病原體，據估計，當中只有3％的植物病原體所引起的疾病可以得到控制。

### 動物
動物經常感染許多跟人類相同或相似的病原體，包括朊病毒、病毒、細菌和真菌。雖然野生動物經常生病，但更大的危險是牲畜。據估計在農村的設置中，90％或更多牲畜的死亡也可歸因於病原體。朊病毒牛腦海綿狀病變，俗稱瘋牛病，是影響著動物的少數病毒疾病之一。其他動物疾病包括與人類免疫缺陷病毒（HIV）相關的病毒引起的多種免疫缺陷疾病，包括牛免疫缺陷病毒及貓免疫缺陷病毒。

### 人類
人類可以感染許多不同類型的病原體，包括院病毒，病毒，細菌和真菌。感染人類的病毒和細菌會引起打噴嚏，咳嗽，發燒，嘔吐甚至死亡等症狀。這些症狀中的一些是由病毒本身引起的，而另一些則是由感染者的免疫系統引起的。

## 治療

### 朊毒體
儘管進行了許多嘗試，但沒有療法能夠顯示可阻止朊毒體進展的療法。

### 病毒
對於某些病毒的病原體而言，存在著多種預防和治療選擇。疫苗是針對多種病毒病原體的一種常見且有效的預防措施。疫苗可激發宿主的免疫系統的反應，因此當潛在宿主在野外遇到病毒時，其免疫系統可以快速作出感染的防禦。存在著針對病毒的疫苗包括有麻疹、流行性腮腺炎、風疹病毒和流感病毒。HIV、登革熱病毒及基孔肯雅熱等某些病毒目前沒有可用的疫苗。
病毒感染的治療通常涉及治療感染症狀，而非提供任何會影響病毒病原體本身的藥物。治療病毒感染的症狀是讓宿主免疫系統有時間開發針對該病毒病原體的抗體，從而將感染清除。在某些情況下必須對該病毒進行治療，其中一個例子就是愛滋病毒，需要使用抗反轉錄病毒藥物，也就是稱為ART或HAART，以防止免疫細胞丟失和進一步發展成為愛滋病。

### 細菌
跟病毒的病原體相似，某些細菌病原體的感染可以通過疫苗來預防。預防細菌性病原體的疫苗包括炭疽疫苗和肺炎鏈球菌疫苗。許多其他細菌性病原體缺乏疫苗作為預防措施，但是這些細菌的感染通常可以用抗生素來治療或預防。許多其他細菌性病原體缺乏疫苗作為預防措施，但是這些細菌的感染通常可以利用抗生素治療或預防。常見的抗生素包括阿莫西林、環丙沙星／地塞米松和去氧羥四環素。每種抗生素都具有效的抗菌作用，並且具有不同的殺滅細菌的機制。例如，強力黴素抑制革蘭氏陰性和革蘭氏陽性細菌中新蛋白的合成，從而導致受影響細菌的死亡。
由於在不需要抗生素的情況下處方過多，一些細菌性病原體已發展出對抗生素的抗藥性，並且正變得難以用傳統抗生素來治療。一種稱為MRSA的金黃色葡萄球菌是細菌性病原體的一個例子，難以利用普通抗生素治療。疾病控制中心（CDC）在2013年發布的一份報告中估計，在美國每年至少有200萬人受到抗藥性細菌感染，並且至少有23,000人死於這些感染。

### 真菌
真菌病原體的感染可用抗真菌藥物治療。真菌感染例如是足癬、股癬和皮癬菌病都是皮膚感染，可以外用抗真菌的藥物克催瑪汝來治療。其他常見的真菌感染包括酵母菌株白色念珠菌的感染。念珠菌可引起口腔或咽喉感染，通常稱為鵝口瘡，或會導致念珠菌性外陰陰道炎。這些內部感染可以用抗真菌藥膏或口服藥物治療。常見用於內部感染的抗真菌藥，包括棘白菌素系列藥物及氟康唑。

### 藻類
藻類通常都不被認為是病原體，但原蟲屬已知會導致人類患病。目前正在研究針對這種感染的治療方法，在臨床治療中尚未一致的治療方法。

## 植物中病原發展階段

### 接種
接種（inoculation），指接種源傳送到達寄主部位，其包括接種源的降落及到達，真菌孢子或寄生性植物種子的發芽，線蟲卵的孵化等步驟。

### 侵入
入侵方式
1. 直接侵入（direct penetration），機械壓力穿透角質層和表皮細胞的物理方式。也有分泌酵素溶解或軟化角質層的化學方法，通常物理和化學破壞方式並存進行。
2. 特定部位：真菌會經由柱頭、幼苗、幼芽、根毛。
3. 自然開孔（natural opening），氣孔、皮目、傷口、水孔、蜜管孔和葉柄痕等侵入。細菌性病害只能經由自然開口侵入。
4. 經媒介者，擬菌質、類立克次體、病毒及擬病毒透過昆蟲、線蟲、真菌、蟎和人類等。

影響病源因子：
- 植物年齡增加，抗病性增加。
- 植物生理會改變入侵途徑。
- 環境乾濕會改變入侵途徑。

### 感染
病原體與寄主植物細胞及組織之間建立一種接觸的關係，而由寄主獲得營養稱之為感染。如果寄主遇到非病原菌入侵細胞時，寄主細胞會產生過敏性反應（hyperentitive reaction），此寄主細胞立即死亡，於是病源無法由寄主獲得正常之養分餓死，或死亡細胞有有害物質抑制病菌。

### 侵害
侵害是感染的後期，病菌在感染寄主後，有一病原在內部蔓延，但外表看不出來，即是疾病潜伏期（incubation period），然後病原菌生長和繁殖則是侵害。侵入、感染、侵害是互相延續的，孢子發芽侵入寄主組織，菌絲開始蔓延則是致病過程（pathogenesis），病有病徵出現，寄生關係從而建立，可謂之感染（infection），故感染表示寄主組織已被病原菌所纏據（colonization）。

### 繁殖
病毒繁殖最快。細菌亦可用二裂法繁殖。每一隻雌線蟲約可以產生300個蟲卵（eggs）。

### 病源傳播
細菌通常利用鞭毛游動。真菌水聲菌有游走孢子(zoospore)可以在水中游泳。不完全菌之分生孢子（conidia）通常靠風、雨傳播。許多病毒藉昆蟲製造傷口而傳播。

### 病源殘存
病原菌有時靠冬季寄主越冬。
- 寄主範圍廣泛的多犯性（polyxeny）病源，如細菌性癌種病菌。
- 利用本身殘存構造越冬，如白粉病菌之囊孢子在囊殼內越冬。
- 靠寄主殘株或病枝條內的菌絲體和細菌越冬，如水稻到熱病。
- 存在土壤內越冬，如高等寄生植物之種子、線蟲之卵。

## 動物中的性接觸傳染
許多病原體都能透過性接觸來傳播的。在病原細菌中，通過自然遺傳轉化的過程，同一物種的細胞之間的轉化可透過性接觸來發生作用。轉化涉及從捐贈者細胞的DNA轉移到受贈者細胞，然後透過遺傳重組將捐贈者細胞的DNA整合到受贈者的基因組裡。能夠自然轉化的細菌病原體的例子有：淋球菌、肺炎鏈球菌、退伍軍人菌、幽門螺桿菌及流感嗜血桿菌。
真核病原體能夠經常透過涉及減數分裂和配子生殖的過程進行性相互作用。減數分裂涉及以及它們之間的重組，以及它們之間的重組。具有性能力的真核病原體的例子包括：原生動物寄生蟲原蟲傳染、惡性瘧原蟲、弓漿蟲、布氏錐蟲、蘭氏賈第鞭毛蟲，和真菌煙麴黴、白色念珠菌及新型隱球菌。
當兩個或多個病毒基因組進入同一宿主細胞時，病毒也可能發生性接觸進行相互作用。該過程涉及同源基因組的配對和重組，它們之間的這種過程稱為「多重激活」。經歷此過程的病毒包括單純皰疹病毒、人類免疫缺乏病毒及牛痘病毒。
細菌中的性過程，微生物真核生物和病毒都涉及同源基因組之間的重組，通過它們各自目標宿主的防禦而對病原體的基因組造成了傷害，這似乎促進了基因組損傷的修復。

### 引用
1. ↑  . 术语在线. 全国科学技术名词审定委员会. （简体中文）
2. ↑  . 术语在线. 全国科学技术名词审定委员会. （简体中文）
3. ↑  . 术语在线. 全国科学技术名词审定委员会. （简体中文）
4. ↑  . 术语在线. 全国科学技术名词审定委员会. （简体中文）
5. ↑  Alberts B; Johnson A; Lewis J;  et al. .  4th. Garland Science. 2002: 1  [26 April 2016]. （原始内容存档于2020-01-09）.
6. ↑  .   [15 January 2015]. （原始内容存档于2017-10-05）.
7. ↑  . Dictionary.com Unabridged. Random House.   [August 17, 2013].
8. ↑  Casadevall, Arturo; Pirofski, Liise-anne. . Comment. Nature (paper). 11 December 2014, 516 (7530): 165–6. PMID 25503219. doi:10.1038/516165a.
9. ↑  . COLOSS.   [2019-12-29]. （原始内容存档于2017-04-24）.
10. ↑  Carl Nathan. . Science. 2015-10-09, 350 (6257): 161. Bibcode:2015Sci...350..161N. PMID 26450196. doi:10.1126/science.aad4141.
11. ↑  "The prion diseases" （页面存档备份，存于） Stanley B. Prusiner, Scientific American
12. ↑  Viral Special Pathogens Branch | [26] Moved | CDC 的存檔，存档日期May 6, 2009，.
13. ↑  July 31, Content Source: HIV govDate last updated; 2019. . HIV.gov. 2019-07-31  [2019-10-04]. （原始内容存档于2020-04-18）.
14. ↑  Weiser, Jeffrey N. . Current Opinion in Microbiology. February 2013, 16 (1): 59–62. ISSN 1369-5274. PMC 3622179 . PMID 23395472. doi:10.1016/j.mib.2013.01.001.
15. ↑  Zumla, Alimuddin; Petersen, Eskild; Nyirenda, Thomas; Chakaya, Jeremiah. . International Journal of Infectious Diseases. Special Issue: Commemorating World Tuberculosis Day 2015. 2015-03-01, 32: 46–49. ISSN 1201-9712. PMID 25809755. doi:10.1016/j.ijid.2014.12.039.
16. ↑  . Nature Microbiology. 2017-07-25, 2 (8): 17120. ISSN 2058-5276. PMID 28741610. doi:10.1038/nmicrobiol.2017.120.
17. ↑  Yamamoto, Naomichi; Bibby, Kyle; Qian, Jing; Hospodsky, Denina; Rismani-Yazdi, Hamid; Nazaroff, William W; Peccia, Jordan. . The ISME Journal. October 2012, 6 (10): 1801–1811. ISSN 1751-7362. PMC 3446800 . PMID 22476354. doi:10.1038/ismej.2012.30.
18. ↑  Satoh, Kazuo; Ooe, Kenji; Nagayama, Hirotoshi; Makimura, Koichi. . International Journal of Systematic and Evolutionary Microbiology. 2010, 60 (5): 1236–1240. ISSN 1466-5026. PMID 19666796. doi:10.1099/ijs.0.016402-0.
19. 1 2  Kutter, E., , Brenner, Sydney; Miller, Jefferey H.  (编), , Academic Press: 179–186, 2001-01-01, ISBN 9780122270802, doi:10.1006/rwgn.2001.0106, （原始内容存档于2019-10-18） 使用|archiveurl=需要含有|url= (帮助) |chapter=被忽略 (帮助);
20. ↑  . CropWatch. 2016-12-19  [2019-10-18]. （原始内容存档于2020-04-10）.
21. ↑  Gonsalves, Dennis. . Annual Review of Phytopathology. 1998-09-01, 36 (1): 415–437  [2019-12-31]. ISSN 0066-4286. PMID 15012507. doi:10.1146/annurev.phyto.36.1.415. （原始内容存档于2020-05-15）.
22. ↑  Beijerinck, M. W. (1898). "Über ein Contagium vivum fluidum als Ursache der Fleckenkrankheit der Tabaksblätter". Verhandelingen der Koninklijke Akademie van Wetenschappen Te Amsterdam (in German). 65: 1–22.Translated into English in Johnson, J., Ed. (1942) Phytopathological classics. (St. Paul, Minnesota: American Phytopathological Society) No. 7, pp. 33–52 (St. Paul, Minnesota)
23. 1 2 3 4  Tewari, Sakshi; Sharma, Shilpi, Das, Surajit; Dash, Hirak Ranjan , 编, , Microbial Diversity in the Genomic Era (Academic Press), 2019-01-01: 481–497  [2019-10-18], ISBN 9780128148495, （原始内容存档于2020-04-10）
24. ↑  . Introduction to Fungi.   [2019-10-18]. （原始内容存档于2020-04-10）.
25. ↑  Thumbi, Samuel M.; Bronsvoort, Mark B. M. de C.; Kiara, Henry; Toye, P. G.; Poole, Jane; Ndila, Mary; Conradie, Ilana; Jennings, Amy; Handel, Ian G.; Coetzer, J. a. W.; Steyl, Johan. . BMC Veterinary Research. 2013-09-08, 9: 175. ISSN 1746-6148. PMC 3848692 . PMID 24010500. doi:10.1186/1746-6148-9-175.
26. ↑  Thumbi, S. M.; de C Bronsvoort, B. M.; Poole, E. J.; Kiara, H.; Toye, P.; Ndila, M.; Conradie, I.; Jennings, A.; Handel, I. G.; Coetzer, J. a. W.; Hanotte, O. . Parasitology. December 2013, 140 (14): 1789–1798. ISSN 1469-8161. PMC 3829697 . PMID 24001119. doi:10.1017/S0031182013001261.
27. ↑  Medicine, Center for Veterinary. . FDA. 2019-05-10  [2019-12-31]. （原始内容存档于2020-04-20）.
28. ↑  Egberink, H.; Horzinek, M. C. . Veterinary Microbiology. November 1992, 33 (1–4): 311–331. ISSN 0378-1135. PMID 1336243. doi:10.1016/0378-1135(92)90059-3. hdl:1874/3298.
29. ↑  Alberts, Bruce; Johnson, Alexander; Lewis, Julian; Raff, Martin; Roberts, Keith; Walter, Peter. . Molecular Biology of the Cell. 4th Edition. 2002  [2019-12-29]. （原始内容存档于2020-01-09）.
30. ↑  Forloni, Gianluigi; Artuso, Vladimiro; Roiter, Ignazio; Tagliavini, Michela Morbin and Fabrizio. . Current Topics in Medicinal Chemistry. 2013-09-30  [2019-11-06]. （原始内容存档于2019-11-06）.
31. ↑  Orenstein, W. A.; Bernier, R. H.; Dondero, T. J.; Hinman, A. R.; Marks, J. S.; Bart, K. J.; Sirotkin, B. . Bulletin of the World Health Organization. 1985, 63 (6): 1055–1068. ISSN 0042-9686. PMC 2536484 . PMID 3879673.
32. 1 2  . www.cdc.gov. 2019-04-15  [2019-11-06]. （原始内容存档于2019-10-30）.
33. ↑  Momentum. . Baylor College of Medicine Blog Network. 2013-09-03  [2019-11-06]. （原始内容存档于2019-11-06）.
34. ↑  . www.cdc.gov. 2018-12-17  [2019-11-06]. （原始内容存档于2016-09-21）.
35. ↑  . www.cdc.gov. 2019-09-26  [2019-11-06]. （原始内容存档于2019-10-18）.
36. ↑  . www.cdc.gov. 2019-10-04  [2019-11-06]. （原始内容存档于2016-02-24）.
37. ↑  Rang, H. P. . Dale, M. Maureen,, Ritter, James,, Flower, R. J. (Rod J.), 1945-, Henderson, G. (Graeme) Seventh. Edinburgh. 2011. ISBN 9780702034718. OCLC 743275852.
38. ↑  . www.who.int.   [2019-11-06]. （原始内容存档于2019-11-07）.
39. ↑  CDC. . Centers for Disease Control and Prevention. 2019-05-31  [2019-11-06]. （原始内容存档于2019-11-06）.
40. ↑  . www.webmd.com.   [2019-11-20]. （原始内容存档于2019-12-31）.
41. ↑  Pappas, Peter G.; Kauffman, Carol A.; Andes, David R.; Clancy, Cornelius J.; Marr, Kieren A.; Ostrosky-Zeichner, Luis; Reboli, Annette C.; Schuster, Mindy G.; Vazquez, Jose A.; Walsh, Thomas J.; Zaoutis, Theoklis E. . Clinical Infectious Diseases. 2016-02-15, 62 (4): e1–e50. ISSN 1058-4838. PMC 4725385 . PMID 26679628. doi:10.1093/cid/civ933.
42. ↑  . ScienceDaily.   [2019-11-20]. （原始内容存档于2019-12-31）.
43. 1 2  Lass-Flörl, Cornelia; Mayr, Astrid. . Clinical Microbiology Reviews. April 2007, 20 (2): 230–242. ISSN 0893-8512. PMC 1865593 . PMID 17428884. doi:10.1128/CMR.00032-06.
44. 1 2 3  Bernstein, Harris; Bernstein, Carol; Michod, Richard E. . Infection, Genetics and Evolution. 2018, 57: 8–25. PMID 29111273. doi:10.1016/j.meegid.2017.10.024.